# Stygobromus secundus
Stygobromus secundus är en kräftdjursart som beskrevs av Edward Lloyd Bousfield och John R. Holsinger 1981. Stygobromus secundus ingår i släktet Stygobromus och familjen Crangonyctidae. Inga underarter finns listade i Catalogue of Life.